# Satguru
Satguru ou sadguru significa verdadeiro guru (Sânscrito सदगुरू sat=verdadeiro), literalmente: verdadeiro mestre. O título significa que seus estudantes têm fé que o guru é confiável e os guiará até o moksha, iluminação ou a [paz interior]]. Este conceito é baseado em uma longa e importante linha de conhecimento e entendimento da filosofia Hindu e que o mestre, guru, é um sagrado guia para a autorrealização.